# Francesc Canivell i de Vila
Francesc Canivell, (Barcelona, 1721-1796), metge militar i cirurgià. Deixeble de Pere Virgili i Bellver, va formar part del Reial Col·legi de Cirurgia de Càdis, del qual va ser vicepresident vuit anys. Va destacar com a obstetra, oftalmòleg i litotomista.
Va néixer a Barcelona el 1721, tot i que era originari de Ripoll, on el seu pare treballava com a canoner. Va iniciar els estudis a França i, després, va cursar Medicina a la Universitat de Cervera. Es va casar amb Feliciana Beau, neboda de Pere Virgili i Bellver, amb qui va tenir dotze fills. A finals de la primera meitat del segle xviii, va participar en les guerres espanyoles d'Italia com a ajudant de cirurgià. En tornar, amb només 22 anys, va ser nomenat cirurgià major de l'exèrcit i el 1749, va ser nomenat bibliotecari del Reial Col·legi de Cirurgia de Càdis per Pere Pere Virgili.
Des de l'any 1755 i fins al 1767, es va fer càrrec de la càtedra d'osteologia i embenats, plaça que prèviament havia ocupat el seu germà Ignasi Canivell. Del 1767 al 1769 va servir com a cirurgià major de l'armada al Marroc. De tornada, va ser nomenat vicepresident del Reial Col·legi de Cirurgia de Càdis (1769-1777) càrrec que va aprofitar per fomentar la docència i la presentació de casos clínics a l'estil de les Juntes Literàries. Poc temps després, va participar com a cirurgià de guerra en la contesa contra Anglaterra. En acabar, va continuar amb les seves funcions com a docent a Cadis i va administrar l'Escola fins a la seva jubilació el 1789.
Al final de la seva carrera, va crear una mutualitat per a vídues i fills de cirurgians de l'armada. Va obtenir el reconeixement de la unificació pràctica de la medicina i la cirurgia en els hospitals de l'armada i, finalment, la seva trajectòria va ser premiada pel rei Carles IV, que li va concedir el títol de Cirurgià de Cambra al 1795.

## Obra
Per encàrrec de Pere Virgili i Bellver va publicar dos llibres que van assolir una gran popularitat pel seu caràcter pedagògic i formatiu i que van ser utilitzats com a llibres de text en l'aprenentatge de la cirurgia moderna:
- Tratado de vendajes para uso de los Reales Colegios de Cirugía, ilustrado con diez láminas. (Barcelona, T. Piferrer, 1763).

- Tratado de las heridas de arma de fuego dispuesto para uso de los alumnos del Real Colegio de Cirugía de Cádiz, (Cádiz, M. Ximénez Larrero, 1789).

Va arribar a ser un gran litotomista, expert en detectar i extreure pedres enquistades al coll de la bufeta gràcies a l'instrument que ell mateix va dissenyar i que va anomenar, Cistòtom de Canivell, dit també Cisthotom o Lancef of Canivell. Aquest instrument s'emprava per tallar o fer incisions a la bufeta urinària, en la litotomia lateral, on es practicava una incisió del perineu a un costat de la línia mediana. Aquesta tècnica li va permetre simplificar i reduir el temps de la litotomia. Va fer un gran nombre d'operacions, moltes a estrangers vinguts d'arreu d'Europa.